# ميكروفلم
الفليم أو الميكروفيلم هو عبارة عن شريط فيلمي ملفوف حول بكرة فيلمية وهو مقاس 16 ملم أو 35 ملم. أما من ناحية الطول فهو حسب انتهاء المادة مصور عليها كمية هائلة من الوثائق مثل الدوريات والمخطوطات والرسائل العلمية والكشافات والمستخلصات والببليوجرافيات وتكون حوافه خالية من الثقوب الفلمية لكي تستغل المساحة بكاملها للتصوير.
الميكروفيلم هو أيضا عبارة عن فيلم حسَّاس وهو الذي يصور عليه تسجيل فوتوغرافي مصغر لنص مكتوب أو مطبوع، ويمكن إسقاط هذا الفيلم على شاشة أوسع ليبدو النص مكبرًا فتسهل قراءته.

## الشكل الملفوف للميكروفيلم

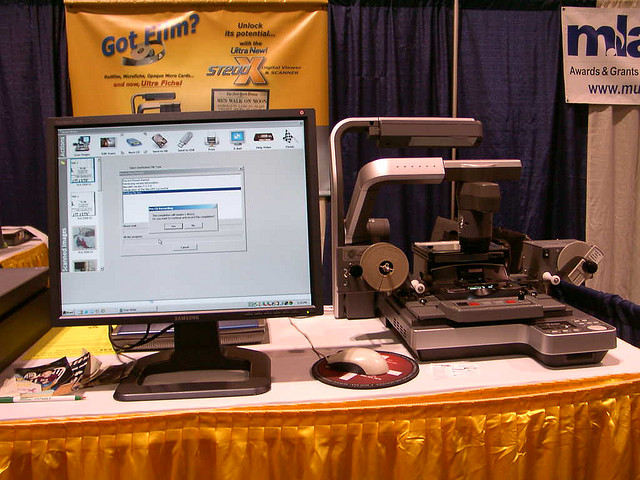
جهاز لقراءة أشرطة الميكروفيلم

- يضم الشكل الملفوف منه ثلاثة أنواع هي:
- المايكروفيلم الملفوف على بكرة مفتوحة ويبلغ طوله 30 مترا وعرضه 16 ملم أو 35 ملم ويخصص هذا النوع لإنتاج النسخ المايكروفيلمية الأصل أو الجيل الأول من الأصول الورقية وعادة ما يحتفظ بها بعيدا عن الاستخدام حيث تستنسخ منه نسخ أخرى لأغراض الاستخدام والتداول.
- الميكروفيلم المحفوظ داخل غلاف ورقي وعادة ما يكون بحجم 16 ملم ملفوف على بكرة وبجانبها بكرة ثابتة للاستقبال وتغلف هاتان البكرتان بغلف بلاستيكي سميك نوعا ما، للمحافظة على ما يحتويه الميكروفيلم من معلومات من التأثيرات الخارجية التي يتعرض لها الميكروفلم بدون غلاف.
- الميكروفلم المحفوظ داخل غلاف كارتردج (بالإنجليزية: Cartridge Microfilm) وهو عبارة عن فلم بحجم 16 ملم أو 35 ملم ملفوف على بكرة واحدة فقط ومحاط بغلاف بلاستيكي شفاف أو غير شفاف وبالإمكان تحويل الفلم المصغر الملفوف على بكرة مفتوحة غلى الكارتردج بطريقة يدوية سهلة وذلك عن طريق إحاطة بكرة الفلم بطوق دائري مربع الحواف.

## الأشكال المسطحة للميكروفيلم
- تقسم إلى:
- الميكروفيش وهي عبارة عن بطاقة فيلمية مسطحة تترتب فيها اللقطات بشكل أفقي وعمودي، ويكون حجم البطاقة الاعتيادية بطول 148 ملم وعرض 105 ملم وتكون عدد اللقطات ما مجموعه 60 لقطة بشكل عام، وبالإمكان زيادة عدد اللقطات في حالة زيادة نسبة التصغير، وذلك يعتمد على وضوح الأصول الورقية ونسبة التصغير المستخدمة وطبيعة الأجهزة المستخدمة، حيث يمكن تصوير 3000 لقطة مصغرة على نفس حجم البطاقة، وتعرف أيضا بالألترافيش أو البطاقة ذات اللقطات المتناهية الصغر.

من مميزات الميكروفيش، سهولة الاستخدام والتداول لكونها بطاقة مسطحة الشكل، وإمكانية تدوين المعلومات الخاصة باللقطات الفلمية المسجلة على الجزء العلوي كإسم المصدر والكاتب والمقالة والمجلد والعدد. وهذا يوفر الوقت للبحث عن المعلومات المطلوبة، وتمتاز الميكروفيش أيضا برخص ثمن التداول، وهي تشغل حيزا صغيرا جدا وتعد البديل الأمثل عن الميكروفليم وخاصة لتدوزيع المجلات بكافة أنواعها.
- الحوافظ وهي عبارة عن قطعتين من البلاستيك الشفاف متلصقتين من ثلاثة جوانب، وفي فواصل متعددة من السطح، مكونة مسارات أو جيوب أفقية مفتوحة من جهة واحدة، للسماح بإدخال لقطة أو عدد من اللقطات الفلمية المصغرة وتمتاز بإمكانية تحديث المعلومات والبيانات لكونها عبارة عن جيوب يمكن تفريغ محتوياتها أو إضافة ما هو جديد كلما دعت الحاجة لذا فهي الوعاء الأمثل لحفظ مصادر المعلومات المصوؤة على المصغرات كالملفات الإدارية والوثائق والقصاصات الصحفية وفهارس المكتبات.
- البطاقة ذات الفتحة Aperture card وهي عبارة عن بطاقة يوجد على وجهها فتحة أو عدد من الفتحات يمكن أن يثبت داخلها لقطة فيلمية قياس 35 ملم أو عدد من اللقطات الفلمية قياس 16 ملم ويمكن أن يقطع الفلم المصغر الملفلوف بواسطة أجهزة التقطيع الخاصة ثم تعبئته في البطاقات ذات الفتحة الفارغة المعدة لهذا الغرض.

تستطيع المكتبات من خلال مصغرات الميكروفيلم أن توفر مساحات الحفظ والتخزين حيث يمكنها حل مشكلة الكم الهائل من المعلومات ويمكنها حفظ الوثائق والمخطوطات والكتب الثمينة والنادرة والمستندات الأصلية وبإمكان المكتبات والمؤسسات الحفاظ على سرية وثائقها ومعلوماتها في أماكن آمنة وكذلك حفظها من التزوير والعبث.

## عيوب الميكروفيلم
- أن البحث عن المعلومات يستغرق وقتا طويلا لكي يصل الباحث للنقطة المطلوبة بسبب الحاجة إلى تدوير الفلم بشكل متصل لأنه غالبا ما يتم بشكل يدوي.
- صعوبة تحديث المادة العلمية المسجلة عليه لعدم إمكانية إدخال لقطات جديدة ولا يتم ذلك إلا من خلال التصوير وإعادة التصوير كلما كان هناك بحاجة للتحديث.
- صعوبة تحديد المادة العلمية المطلوبة مباشرة فلا بد من تركيب الفلم في جهاز العرض لمعرفة المادة المطلوبة.
- كبر حجم الفلم وارتفاع ثمن تداوله خاصة بالبريد.

## وصلات خارجية
- معلومات عن الميكروفيلم
- فيديو عن جهاز الميكروفيلم على يوتيوب